# Melchisédech
Pour les articles homonymes, voir Melchisédech (homonymie).
Pour l’article homonyme, voir Melchizédec pour la bouteille de vin.

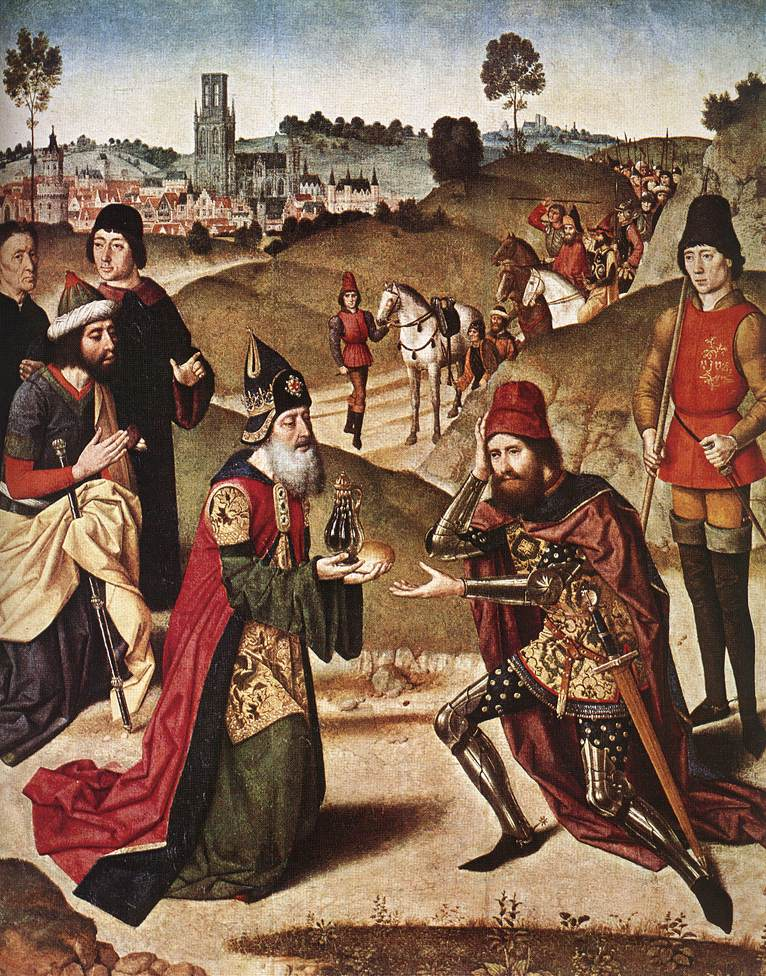
La Rencontre d'Abraham et de Melchisédech par Dirk Bouts, collégiale Saint-Pierre de Louvain.

Melchisédech, en hébreu מַלְכֵּי־צֶדֶק (malkî-ṣedeq) « roi de justice », est un personnage biblique qui apparaît très brièvement dans l’histoire d’Abraham dans le livre de la Genèse. Il y est présenté comme « roi de Salem » et « prêtre du Très-Haut » (El-Elyôn). Dans l'Épître aux Hébreux du Nouveau Testament, Jésus est déclaré « Grand prêtre pour toujours » à l'image de Melchisédech.
La littérature ésotérique attache beaucoup de mystère à ce personnage et à sa fonction. Dans le Livre d'Hénoch, il est désigné comme étant né de Sophonim, la femme de Nir, qui est le frère de Noé.

## Récit biblique

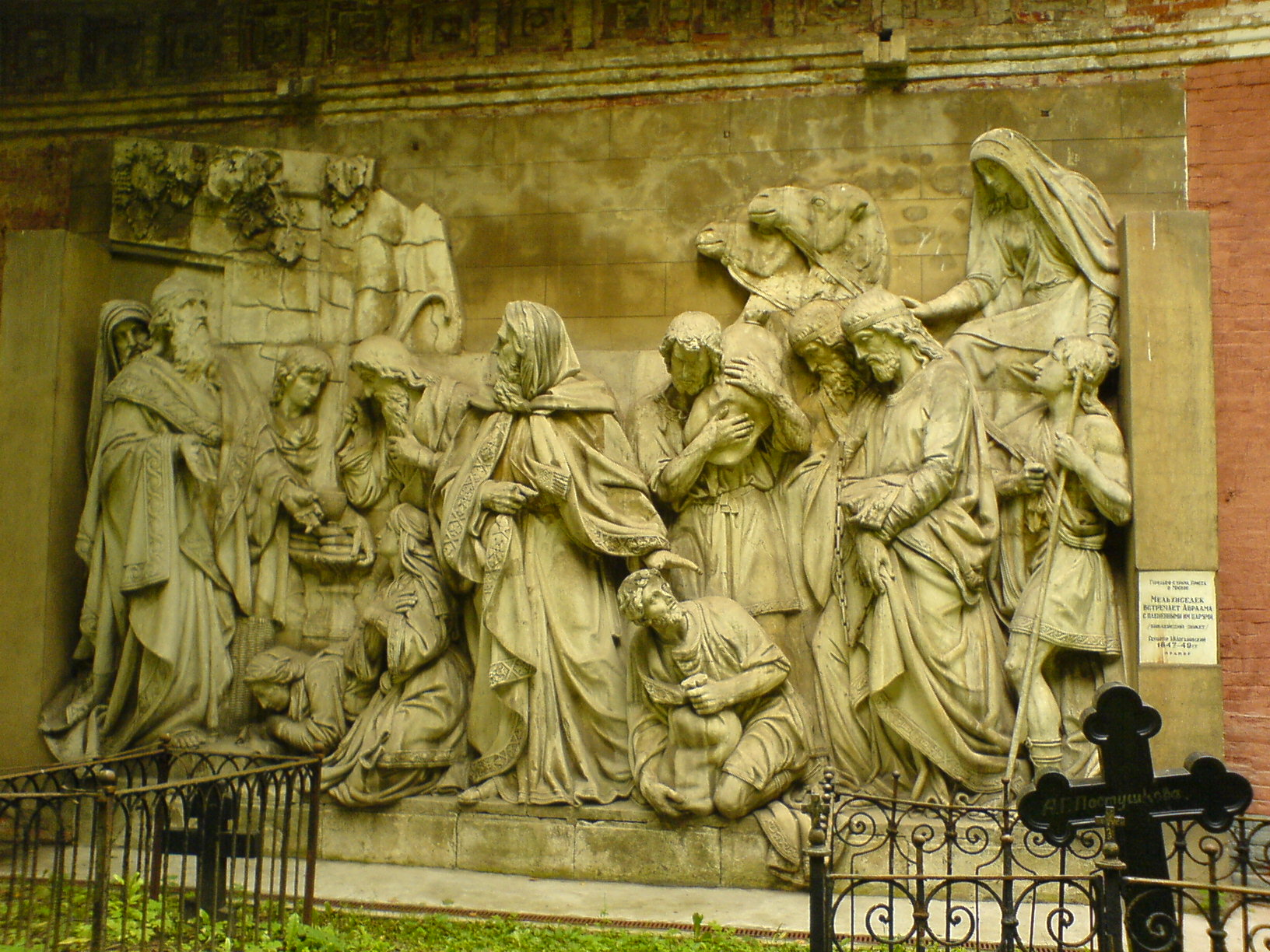
Abraham rencontre Melchisédech, Monastère Donskoï (Moscou).

Selon le Livre de la Genèse, revenant d’une campagne victorieuse, Abram, qui n’est pas encore Abraham, rencontre ce personnage : 

« Melkisédek, roi de Salem, fit apporter du pain et du vin : il était prêtre du Dieu très-haut. Il le bénit en disant : « Béni soit Abram par le Dieu très-haut, qui a créé le ciel et la terre ; et béni soit le Dieu très-haut, qui a livré tes ennemis entre tes mains. » Et Abram lui donna le dixième de tout ce qu’il avait pris. »

— Livre de la Genèse 14:18-20
Le nom de Melchisédech apparaît à nouveau dans le livre des Psaumes :

« Le Seigneur l'a juré dans un serment irrévocable : « Tu es prêtre à jamais selon l'ordre du roi Melkisédek. » »

— [Psaume 110:4]
Le nom de Melchisédech se trouve également dans l’Épître aux Hébreux : 

« De même, ce n’est pas le Christ qui s’est donné lui-même la gloire de devenir souverain sacrificateur, mais c’est celui qui lui a dit : Tu es mon fils, c’est moi qui t’ai engendré aujourd’hui ; de même il dit encore ailleurs : Tu es sacrificateur pour l’éternité, selon l’ordre de Melkisédek. »

— Hébreux 5:6-8, Semeur

« Cette espérance, nous la tenons comme  une ancre sûre et solide pour l’âme; elle entre au-delà du rideau, dans le sanctuaire où Jésus est entré pour nous en précurseur, lui qui est devenu grand prêtre de l’ordre de Melkisedek pour l'éternité. »

— Hébreux 6:10-20

## Melchisédech dans le judaïsme
Selon certains commentateurs de la Torah, comme Rachi, il s'agirait de Sem, le père des Sémites, fils de Noé. En effet, Sem étant crédité d'une vie de 610 ans, il a ainsi pu rencontrer Abraham.

## Melchisédech dans le christianisme
L’Épître aux Hébreux (chapitre 5, verset 6) évoque à nouveau cette figure symbolique du Christ, « prêtre selon l'ordre de Melchisédech ». L'auteur cite ici le psaume 110, verset 4. Dans la même épître, au chapitre 7, versets 2 et 3, il ajoute : « D’abord, Melkisédek porte un nom qui veut dire "roi de justice" ; ensuite, il est roi de Salem, c’est-à-dire roi "de paix", et à son sujet on ne parle ni de père, ni de mère, ni d’ancêtres, ni d’un commencement d’existence, ni d’une fin de vie ; cela le fait ressembler au Fils de Dieu (...). » 
L'Église catholique fait référence à Melchisédech dans la prière eucharistique n°1 (dite aussi "Canon romain"  «
Et comme il t'a plu d'accueillir les présents de ton serviteur Abel le Juste,
le sacrifice d’Abraham, notre père dans la foi, et celui que t'offrit Melchisédech ton grand prêtre, oblation sainte et immaculée, regarde ces offrandes avec amour et, dans ta bienveillance, accepte-les. »
Finalement, dans la tradition patristique, c'est Cyprien de Carthage qui donne à l'offrande de Melchisédech une interprétation eucharistique, le pain et le vin étant toujours les espèces eucharistiques utilisées aujourd'hui.
La tradition iconographique chrétienne représente ce prêtre-roi couronné, portant ou faisant porter par des serviteurs le calice, l'ostensoir ou une corbeille de pains. Cette iconographie met généralement en scène un face-à-face du pouvoir temporel (représenté par Abraham souvent en armure et ses soldats) et spirituel (représenté par Melchisédech et ses serviteurs, avec corbeille de pains et aiguières). On donne d'ailleurs le nom de  melchisédechs aux ostensoirs en forme de petits autels portatifs destinés à recevoir l'Eucharistie.

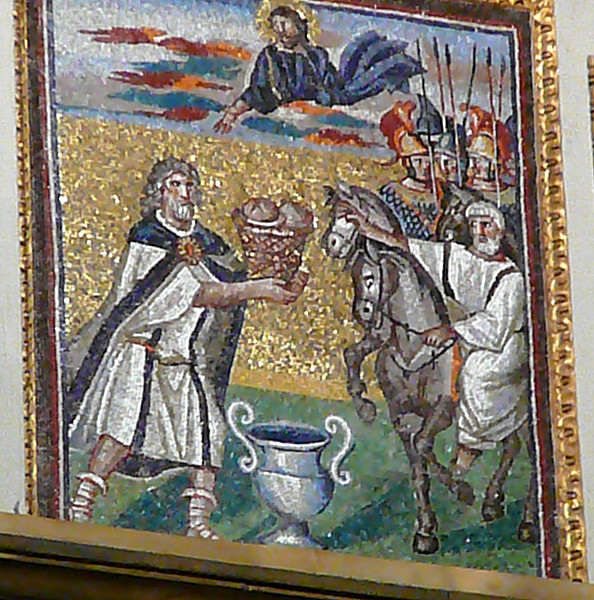
Melchisédech offre une corbeille de pain à Abraham mosaïque du  Ve siècle Basilique Sainte-Marie-Majeure
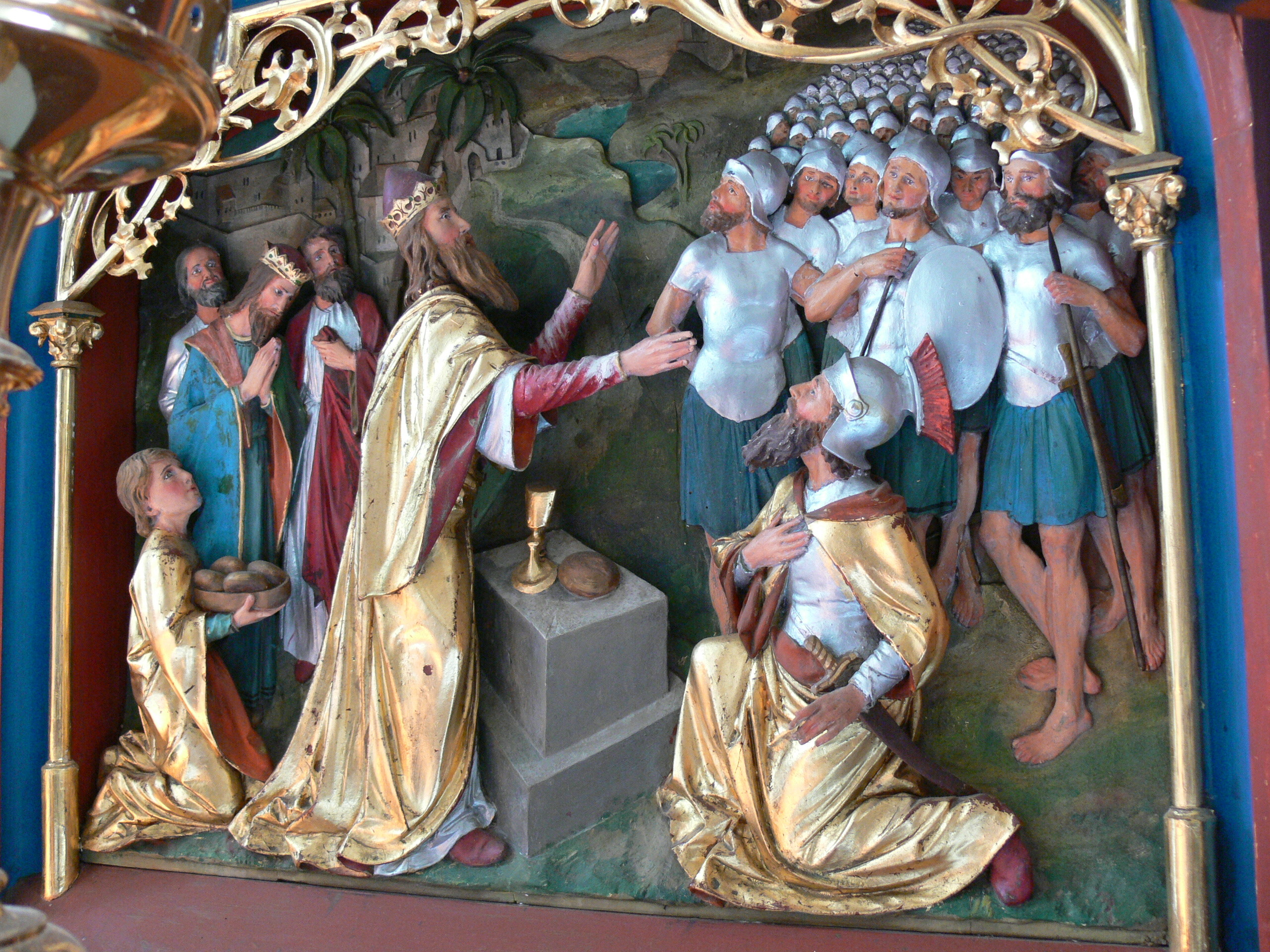
Le Sacrifice de Melchisédech Église de Sarleinsbach, Autriche
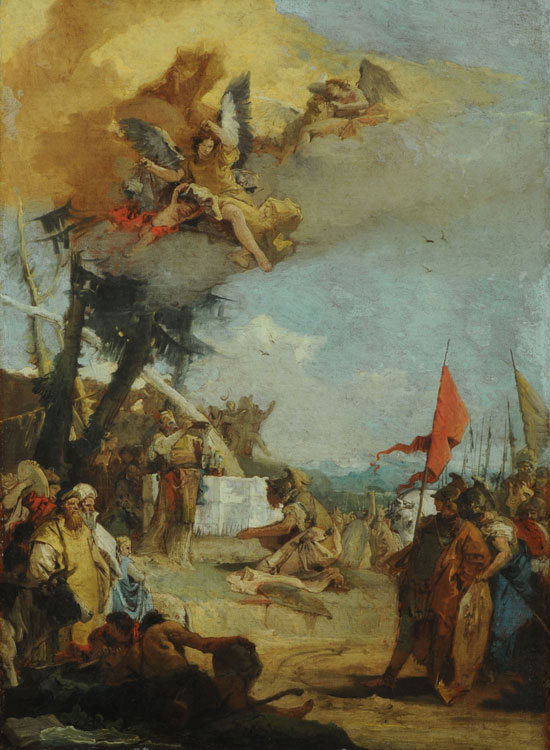
Sacrifice de Melchisédech Giambattista Tiepolo, v. 1740 Musée national des Beaux-Arts (Argentine)

## Melchisédech et l'ésotérisme
Dans son livre Le Roi du Monde, René Guénon consacre un chapitre à Melchisédech (qu'il orthographie Melki-Tsedeq). Il fait de lui le personnage éponyme de "roi du monde" qui est le grand législateur et grand prêtre, détenteur et gardien de la tradition primordiale.
Melchisédech est un personnage particulièrement étudié dans les traditions ésotériques juives et chrétiennes.